# Teemenaarus silvestris
Genre
Espèce
Teemenaarus silvestris, unique représentant du genre Teemenaarus, est une espèce d'araignées aranéomorphes de la famille des Cyatholipidae.

## Distribution
Cette espèce est endémique du Queensland en Australie. Elle se rencontre dans la forêt d'État Bulburin.

## Description
Les spécimens de Teemenaarus silvestris décrits par Griswold en 2001 mesurent de 2,70 à 4,40 mm.

## Publication originale
- Davies, 1978 : A new family of spiders (Araneae: Teemenaaridae). Symposium of the Zoological Society of London, vol. 42, p. 293-302.